# Sâmbotin, Gorj
Sâmbotin este satul de reședință al comunei Schela din județul Gorj, Oltenia, România.

## Vezi și
- Biserica de lemn din Sâmbotin

 Acest articol despre o localitate din județul Gorj este deocamdată un ciot. Puteți ajuta Wikipedia prin completarea lui.